# Андерсон, Джон (футболист, 1921)
Джон А́ндерсон (англ. John Anderson; 11 октября 1921 — 8 августа 2006) — английский футболист, фланговый хавбек.

## Биография
Андерсон начал карьеру в «Манчестер Юнайтед» в 1946 году. Его дебют в основном составе клуба состоялся 20 декабря 1947 года в матче против «Мидлсбро» на «Мейн Роуд». Андерсон выступал на позиции флангового хавбека (вингера). В 1948 году помог своему клубу выиграть Кубок Англии, забив гол в финальном матче против «Блэкпула». В 1949 году Андерсон перешёл в «Ноттингем Форест». С 1952 по 1955 год играл за «Питерборо Юнайтед».
Он умер в августе 2006 года, за два месяца до своего несостоявшегося 85-го дня рождения.

## Достижения
Манчестер Юнайтед
- Обладатель Кубка Англии: 1948